# Ryfylketunnel
De Ryfylketunnel (Noors: Ryfylketunnelen) is een onderwatertunnel onder de Horgefjord (deel van de Boknafjorden) in de provincie Rogaland, Noorwegen. Het maakt deel uit van het tracé van de Riksvei 13, de Noorse nationale weg 13, die loopt tussen Stavanger en Ryfylke.
De tunnel is 14,4 kilometer lang en was bij zijn bouw 's werelds langste en diepste onderzeese wegtunnel. Het diepste punt van de tunnel ligt 293 meter onder het zeeoppervlak. De Ryfylketunnel is ontworpen voor 10.000 voertuigen per dag en is gebouwd met één buis voor elke verkeersrichting en twee rijstroken in elke buis. De ingang van de kant van Ryfylke ligt ongeveer een kilometer ten noorden van Solbakk in de gemeente Strand (net ten zuiden van Tau). De ingang aan de andere kant bevindt zich op het eiland Hundvåg in de gemeente Stavanger. De bouw begon in 2013 en de tunnel werd geopend op 30 december 2019. Op 5 oktober 2019 werd in de tunnel een halve marathon gehouden.
De tunnel heeft een tol van 140 kr (circa €14,-) voor voertuigen in tariefgroep 1 (lichte voertuigen) en 420 kr (circa €42,-) voor tariefgroep 2. Emissievrije voertuigen betalen 56 kr (circa €5,50). Deze tolheffing begon op 1 februari 2021.